# الانتخابات المحلية الفلسطينية 2012–13

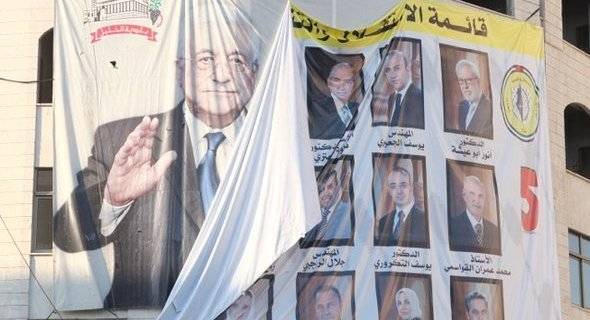
الانتخابات المحلية الفلسطينية 2012

الانتخابات المحلية الفلسطينية 2012–13 هي انتخابات الهيئات المحلية من مجالس بلدية أو قروية فلسطينية في محافظات الضفة الغربية كافة دون محافظات قطاع غزة أو القدس، تم إجراءها بتاريخ 20 أكتوبر 2012، حيث شارك في هذه الانتخابات 272 هيئة محلية من أصل 353. وتبعها إجراء الدورة التكميلية الأولى في 22 نوفمبر 2012 وشارك فيها 81 هيئة محلية، ولاحقاً تم إجراء الدورة التكميلية الثانية في 1 يونيو 2013 وشارك فيها 22 هيئة محلية.

## خلفية
كان من المقرر إجراء الانتخابات المحلية الفلسطينية في 17 يوليو 2010 بناءً على قرار مجلس الوزراء الفلسطيني في 8 شباط 2010، في 302 هيئة محلية في الضفة الغربية، و25 هيئة في قطاع غزة. وبسبب الانقسام الفلسطيني وعدم قدرة لجنة الانتخابات المركزية الفلسطينية من أداء مهامها في قطاع غزة، قرر مجلس الوزراء الفلسطيني إلغاء الانتخابات.
في 8 شباط 2011، أصدر مجلس الوزراء الفلسطيني قرارًا بإجراء الانتخابات المحلية بتاريخ 9 تموز 2011. كان من المقرر أن تجري الانتخابات في 295 هيئة محلية في الضفة الغربية، و25 هيئة في قطاع غزة. ونتيجة لنفس أسباب تأجيل الانتخابات المحلية الفلسطينية 2010، أجل مجلس الوزراء الانتخابات إلى تاريخ 22 تشرين الأول 2011، ولاحقاً أصدر الرئيس محمود عباس مرسوماً رئاسياً بتأجيلها لحين توافر الظروف المناسبة لإجراها في محافظات السلطة الوطنية الفلسطينية كافة.
في 10 يوليو 2012 أعلنت الحكومة الفلسطينية نيتها إجراء الانتخابات المحلية الفلسطينية 2012 في 20 أكتوبر 2012.

## الاقتراع
أجريت الانتخابات المحلية الفلسطينية 2012 في الضفة الغربية وحدها دون القدس وقطاع غزة. حيث جرت الانتخابات في 92 هيئة محلية من أصل 353 هيئة، فازت 181 هيئة محلية بالتزكية نتيجة تسجيل قائمة انتخابية واحدة فقط في هذه الهيئات، ولم يتم إجراء الانتخابات في 80 هيئة محلية نتيجة عدم تسجيل أي قائمة انتخابية في هذه الهيئات.